# Веттен, Эвен
Эвен Габриэльсен Веттен (норв. Even Gabrielsen Wetten; род.12 августа 1982 года в Хамаре) — норвежский конькобежец. Участник зимних Олимпийских игр 2006 года, чемпион мира, бронзовый призёр чемпионата мира, 5-кратный чемпион Норвегии и 4-кратный призёр.

## Биография
Эвен Веттен родился в Хамаре, где и начал кататься на коньках в раннем возрасте. Уже в 10 лет участвовал в детских соревнованиях в родном городе. В 15 лет Веттен выиграл молодёжный чемпионат Норвегии в мини-многоборье. В 1999 году он попал в юниорскую сборную и в 2000 году участвовал на чемпионате мира среди юниоров. Следующие три года он выигрывал на юниорском чемпионате Норвегии всё что можно, завоевав девять золотых медалей.
В сезоне 2002/03 стал выступать в категории взрослых спортсменов и дебютировал на чемпионате Норвегии, где сразу занял 2-е место в спринтерском многоборье. В том же году состоялся дебют на Кубке мира. Сезон 2004/05 Эвен провёл очень успешно, выиграв сначала чемпионат Норвегии на дистанциях 500 м и 1000 м, в январе выиграл серебро в забеге на 1500 м на этапе Кубка мира в Италии. В марте 2005 года на чемпионате мира в Инцелле он завоевал золотую медаль на дистанции 1000 м и бронзовую на 1500 м.
В сезоне 2005/06 Эвен выиграл бронзу на этапе Кубка мира в Милуоки в забеге на 1000 м и ещё одну бронзу в беге на 500 м на этапе в Инцелле. В январе 2006 года выиграл спринтерское многоборье на чемпионате Норвегии. Через месяц участвовал в зимних Олимпийских играх в Турине, где занял 23-е место в забеге на 1000 м и 10-е на 1500 м. В 2007 году он вновь выиграл Национальный чемпионат на дистанциях 500 и 1000 м.
На чемпионате мира в спринтерском многоборье занял общее 11-е место, а в марте на индивидуальном чемпионате мира в Солт-Лейк-Сити занял лучшее 9-е место на дистанции 1500 м. Эвен Веттен завершил карьеру 3 октября 2007 года, когда ему было всего 25 лет, из-за травм и проблем с мотивацией.

## Бизнес и телевидение
Эвен Веттен после завершения карьеры в спорте поступил в 2008 году в бизнес-школу города Осло. По окончании в 2011 году получил степень бакалавра в области бизнеса и экономики. В том же 2011 году в течение 10 месяцев работал менеджером по финансовому рынку в Норвежской ассоциации конькобежного спорта. С 2011 по 2021 год работал в качестве эксперта по спонсорству и менеджера по продажам и развитию клиентов. С 2021 года Веттен стал директором по продажам и партнерству в компании "Norwegian Block Exchange AS", после чего получил вакансию главного исполнительного директора в "Wetruvian Solutions", где проработал до февраля 2023 года. В настоящее время является директор по продажам в "AXAZ". Эвен Веттен также с 2010 года и по-настоящее время работает экспертом и главным комментатором по конькобежному спорту на Норвежском телевидении.